# Dusona townesi
Dusona townesi är en stekelart som beskrevs av Gupta 1977. Dusona townesi ingår i släktet Dusona och familjen brokparasitsteklar. Inga underarter finns listade i Catalogue of Life.